# Peter Simson
Peter Simson (tidigare Dahlqvist), född 1967, är en svensk artist och tidigare medlem i gruppen Drängarna. Simson ställde upp i Fame Factory våren 2003 och bildade samtidigt duon Simson/DuPont tillsammans med Pontus Borg, som under Simsons Fame Factory-utbildning gav ut singeln Utan dig. Våren 2005 var Simson programledare för SVT:s program Popverkstan. År 2006 hade första singeln "Restless Generation" från kommande albumet med samma namn spelats flitigt i radio. I januari 2007 släpptes singeln "Be like you" från albumet "Restless Generation". Flera radiostationer hade den på sina spellistor. Albumet "Restless Generation" släpptes i Göteborg och på Ginza.se i januari 2007 och till resten av landet i maj/juni 2007. Simson har under 2009 sjungit in låten "Så skönt att va öisare" för fotbollslaget Örgryte.
Tillsammans med Dan Feiff har Simson skrivit Bära hjälmar av guld, hockeylaget Frölunda HCs hymn och introlåt under säsongen 2011/2012.
2013 släppte Peter Simson sin andra soloplatta som heter Söta Bror och till hälften består av nyskrivet material och till hälften av tolkningar av kända norska låtar som han och hans band fått med sig under många års spelningar i Norge.
I november 2012 släpptes första singeln "Här kommer vintern" från skivan "Söta Bror" som släpps under vintern/våren 2013. Skivan är en mix av norsk och svensk musik.
Under 2016 släpptes singeln "Streets of Gothenburg" och under detta året medverkade Simson tillsammans med Jenny Silver i TV-programmet Doobidoo i SVT.
Från 2018 har Simson återgått till att skriva helt på svenska och 2020 släpptes albumet ”Någon som jag”.

## Julshower
Peter Simson satte tillsammans med sitt band upp julshowen "Last Christmas - en jul man minns?!?" på Gamla Ullevi under november och december 2010. 2011 intog han med band Valand i Göteborg och gjorde julshow tillsammans med Jenny Silver. 2012 - Valand igen, denna gång tillsammans med Pernilla Wahlgren.

## Diskografi
- Utan dig (2003)
- Om du vill (2003)
- Simson DuPont (2003)
- Restless Generation (2006)
- Be like you (2007)
- Söta Bror (2013)
- Någon som jag (2020)